# Дяченки Марина та Сергій
Марина та Сергій Дяченки — подружжя та співавтори Сергій Сергійович Дяченко (1945–2022) та Марина Юріївна Дяченко (нар. 1968 у Києві) — українські російськомовні письменники-фантасти, сценаристи та редактори. За визначенням самих авторів, вони «є носіями російської мови, що проживають в Україні». У 2009 році залишили Україну та переїхали в Москву. У 2013 році переїхали з Росії у США та відтоді проживають у штаті Каліфорнія.
Автори понад 25 романів та понад вісімдесяти повістей та оповідань. Пишуть твори російською мовою. Лауреати багатьох літературних премій у галузі фантастики. Члени Спілок письменників України та Російської Федерації. На Всесвітніх і Всеєвропейських зборах фантастів «Єврокон—2005» у Глазго Марину і Сергія Дяченків визнано найкращими письменниками-фантастами Європи.

## Творчість
Марина і Сергій говорять про себе, що пишуть в жанрі т. зв. «м-реалізму» («м», можливо, від слова магія. Вони не пояснюють значення цієї літери).
Особливо цікавим є стилістика написання творів подружжя Дяченків. Характеристики персонажів романів письменників описані достатньо детально. Унікальністю їхніх описів є те, що вони створюються поступово та продумано. Кожна риса висвітлюється за допомогою додаткових сюжетних ліній, що потім зливаються в цілісний образ.

### Романи
| №  | Назва українською                               | Рік друку російською | Назва російською         | Публікація українською                                    |
| -- | ----------------------------------------------- | -------------------- | ------------------------ | --------------------------------------------------------- |
| 1  | Брамник (Блукачі № 1)                           | (1994)               | Привратник               | 2005, Зелений пес                                         |
| 2  | Ритуал                                          | (1996)               | Ритуал                   | 2006, А-БА-БА-ГА-ЛА-МА-ГА 2010, А-БА-БА-ГА-ЛА-МА-ГА       |
| 3  | Шрам (Блукачі № 2)                              | (1996)               | Шрам                     | 2006, Зелений пес                                         |
| 4  | Скрут                                           | (1997)               | Скрут                    | 2009, Зелений пес                                         |
| 5  | Спадкоємець (Блукачі № 3)                       | (1997)               | Преемник                 | 2006, Зелений пес                                         |
| 6  | Відьомська доба                                 | (1997)               | Ведьмин век              | 2000, Кальварія                                           |
| 7  | Печера                                          | (1998)               | Пещера                   | 2010, Фоліо                                               |
| 8  | Межа                                            | (1999)               | Рубеж                    | не перекладено                                            |
| 9  | Страта                                          | (1999)               | Казнь                    | 2017, Фоліо                                               |
| 10 | Армагед-дом                                     | (1999)               | Армагед-дом              | 2009, Фоліо                                               |
| 11 | Авантюрист (Блукачі № 4)                        | (2000)               | Авантюрист               | 2007, Зелений пес                                         |
| 12 | Магам можна все                                 | (2001)               | Магам можно всё          | 2009, Фоліо                                               |
| 13 | Долина Совісті                                  | (2001)               | Долина Совести           | 2008, Зелений пес                                         |
| 14 | Пандем                                          | (2003)               | Пандем                   | 2010, Фоліо                                               |
| 15 | Варан (Блукаюча іскра № 1)                      | (2004)               | Варан                    | 2008, Фоліо                                               |
| 16 | Пентакль                                        | (2005)               | Пентакль                 | (частковий переклад, 13 із 30 повістей) 2004, Зелений пес |
| 17 | Ключ від королівства (Ключ від королівства № 1) | (2005)               | Ключ от Королевства      | 2005, Зелений пес                                         |
| 18 | Королівська обіцянка (Ключ від королівства № 2) | (2005)               | Слово Оберона            | 2005, Зелений пес                                         |
| 19 | Олена й Аспірин (Пацюколовець № 2)              | (2006)               | Алёна и Аспирин          | 2006, Теза                                                |
| 20 | Дика Енергія. Лана                              | (2006)               | Дикая Энергия. Лана      | 2005, Теза                                                |
| 21 | Vita Nostra (Метаморфози № 1)                   | (2007)               | Vita Nostra              | 2007, Зелений пес 2013, Фоліо                             |
| 22 | Зло не має влади (Ключ від королівства № 3)     | (2008)               | У зла нет власти         | 2008, Зелений пес                                         |
| 23 | Мідний король (Блукаюча іскра № 2)              | (2008)               | Медный король            | 2008, Фоліо                                               |
| 24 | Цифровий, або Brevis est (Метаморфози № 2)      | (2009)               | Цифровой, или Brevis est | 2009, Фоліо                                               |
| 25 | Мігрант (Метаморфози № 3)                       | (2010)               | Мигрант                  | 2011, Фоліо                                               |
| 26 | Одержима                                        | (2011)               | Одержимая                | 2011, Фоліо                                               |
| 27 | Стократ                                         | (2012)               | Стократ                  | 2013, Фоліо                                               |
| 28 | Темний світ. Рівновага (новелізація фільму)     | (2013)               | Темный мир. Равновесие   | 2017, Фоліо                                               |

### Повісті та оповідання
1. Бастард (1996)
2. Згарище (1998) (Пацюколовець № 1) (укр. переклад 2000, Марина та Сергій Дяченко. Збірка оповідань «Оскол» (Оскол, Згарище, Зовні). Переклад з російської: Андрій Гурмака. Львів: Кальварія, 2000. 96 стор. ISBN 966-7092-54-2)
3. Коріння Каменя (1999)
4. Оскол (1999) (укр. переклад 2000, Марина та Сергій Дяченко. Збірка оповідань «Оскол» (Оскол, Згарище, Зовні). Переклад з російської: Андрій Гурмака. Львів: Кальварія, 2000. 96 стор. ISBN 966-7092-54-2)
5. Останній дон Кіхот (2000)
6. Зовні (2000) (укр. переклад 2000, Марина та Сергій Дяченко. Збірка оповідань «Оскол» (Оскол, Згарище, Зовні). Переклад з російської: Андрій Гурмака. Львів: Кальварія, 2000. 96 стор. ISBN 966-7092-54-2)
7. Крило (2000) (укр. переклад 2008, Марина та Сергій Дяченко. Збірка повістей «Крило» (Крило, Підземний вітер, Господар колодязів, Вітрильний птах.) Переклад з російської: І. Андрусяк та О. Буценко; художник: Т. Ніколаєнко. Київ: Грані-Т, 2008. — 232 стор. (Українська майстерня фантастики) ISBN 9789664651780, ISBN 978-966-4651-79-7)
8. Зелена карта (2000)
9. Вовча сить (2000)
10. Кон (2001) (укр. переклад 2004, Марина та Сергій Дяченки. Збірка повістей та оповідань «Підземний вітер» (Демографія, ЗУ, Підземний вітер, Кон, Суддя, Місячний пейзаж). Переклад з російської: ? Київ: Зелений пес, 2004. — 288 с. ISBN 966-7831-68-Х)
11. Господар Колодязів (2001) (укр. переклад 2008, Марина та Сергій Дяченко. Збірка повістей «Крило» (Крило, Підземний вітер, Господар колодязів, Вітрильний птах.) Переклад з російської: І. Андрусяк та О. Буценко; художник: Т. Ніколаєнко. Київ: Грані-Т, 2008. — 232 стор. (Українська майстерня фантастики) ISBN 9789664651780, ISBN 978-966-4651-79-7)
12. Емма і сфінкс (2002)
13. Підземний вітер (2002) (укр. переклад 2008, 2004 Марина та Сергій Дяченко. Збірка повістей «Крило» (Крило, Підземний вітер, Господар колодязів, Вітрильний птах.) Переклад з російської: І. Андрусяк та О. Буценко; художник: Т. Ніколаєнко. Київ: Грані-Т, 2008. — 232 стор. (Українська майстерня фантастики) ISBN 9789664651780, ISBN 978-966-4651-79-7) та Марина та Сергій Дяченки. Збірка повістей та оповідань «Підземний вітер» (Демографія, ЗУ, Підземний вітер, Кон, Суддя, Місячний пейзаж). Переклад з російської: ? Київ: Зелений пес, 2004. — 288 с. ISBN 966-7831-68-Х)
14. Демографія (2002) (укр. переклад 2004, Марина та Сергій Дяченки. Збірка повістей та оповідань «Підземний вітер» (Демографія, ЗУ, Підземний вітер, Кон, Суддя, Місячний пейзаж). Переклад з російської: ? Київ: Зелений пес, 2004. — 288 с. ISBN 966-7831-68-Х)
15. Суддя (2002) (укр. переклад 2004, Марина та Сергій Дяченки. Збірка повістей та оповідань «Підземний вітер» (Демографія, ЗУ, Підземний вітер, Кон, Суддя, Місячний пейзаж). Переклад з російської: ? Київ: Зелений пес, 2004. — 288 с. ISBN 966-7831-68-Х)
16. Місячний пейзаж (2002) (укр. переклад 2004, Марина та Сергій Дяченки. Збірка повістей та оповідань «Підземний вітер» (Демографія, ЗУ, Підземний вітер, Кон, Суддя, Місячний пейзаж). Переклад з російської: ? Київ: Зелений пес, 2004. — 288 с. ISBN 966-7831-68-Х)
17. Мізеракль (2003)
18. ЗУ (2003) (укр. переклад 2004, Марина та Сергій Дяченки. Збірка повістей та оповідань «Підземний вітер» (Демографія, ЗУ, Підземний вітер, Кон, Суддя, Місячний пейзаж). Переклад з російської: ? Київ: Зелений пес, 2004. — 288 с. ISBN 966-7831-68-Х)
19. Дві (2003)
20. Від'їхав славний лицар мій (2004)
21. Вітрильна птах (2005) (укр. переклад 2008, Марина та Сергій Дяченко. Збірка повістей «Крило» (Крило, Підземний вітер, Господар колодязів, Вітрильний птах.) Переклад з російської: І. Андрусяк та О. Буценко; художник: Т. Ніколаєнко. Київ: Грані-Т, 2008. — 232 стор. (Українська майстерня фантастики) ISBN 9789664651780, ISBN 978-966-4651-79-7)
22. Осот (Земля веснарів) (2006)
23. Сіль (2007)
24. Слово погибелі № 5 (2008)
25. Історія доступу (2009)
26. Світ навиворіт (2009)
27. Лихоманка (2009)
28. Самум (2009) (укр. переклад 2011, Марина та Сергій Дяченко. Збірка «Самум» (Одержима (роман у чотирьох історіях), Електрик (повість), Самум (оповідання), Хрущ (оповідання)). Переклад з російської: Олекса Негребецький. Харків: Фоліо, 2011. 316 стор. ISBN 978-966-03-5776-1 (перевидання 2012)')
29. Електрик (2010) (укр. переклад 2011, Марина та Сергій Дяченко. Збірка «Самум» (Одержима (роман у чотирьох історіях), Електрик (повість), Самум (оповідання), Хрущ (оповідання)). Переклад з російської: Олекса Негребецький. Харків: Фоліо, 2011. 316 стор. ISBN 978-966-03-5776-1 (перевидання 2012)')
30. Хрущ (укр. переклад 2011, Марина та Сергій Дяченко. Збірка «Самум» (Одержима (роман у чотирьох історіях), Електрик (повість), Самум (оповідання), Хрущ (оповідання)). Переклад з російської: Олекса Негребецький. Харків: Фоліо, 2011. 316 стор. ISBN 978-966-03-5776-1 (перевидання 2012)')
31. Смак слова (2011)
32. Леон (2011)
33. Найвищий візит (2012)
34. Останній кентавр (2012)

### П'єси
1. Останній Дон Кіхот
2. Брати Стоялови

### Оповідання для дітей
1. Казки для Стаськи
2. Пригоди Маші Михайлової
3. Зиск Маші Михайлової
4. Літаючий капелюх (разом з А. Бондарчуком і І. Малковичем)[7] Також існує україномовна версія:
  - (українською) Марина та Сергій Дяченко (за участю А. Бондарчука та I. Малковича). Літаючий капелюх. — Київ: А-ба-ба-га-ла-ма-га. 2001. ISBN 978-966-7047-69-5
5. Повітряні рибки[8] Також існує україномовна та англомовна версія:
  - (українською) Марина та Сергій Дяченко. Повітряні рибки. — Київ: А-ба-ба-га-ла-ма-га, 2004. ISBN 978-966-7047-81-8
  - (англійською) Marina and Sergei Dyachenko. Baloon fish. — Kyiv: A-ba-ba-ha-la-ma-ha, 2004. ISBN 978-617-585-023-7
6. Жирафчик і Пандочка[9] Також існує україномовна версія:
  - (українською) Марина та Сергій Дяченко. Жирафчик і Пандочка. — Київ: А-ба-ба-га-ла-ма-га, 2004. ISBN 978-617-585-020-6
7. Пригоди Марійки Михайлової
8. Казки: Про стару, Про бочку, Про річку, Про курку, Про курку-2
9. Габріель і сталевий лісоруб (повість)

### Кіносценарії
1. 2008 — «Залюднений Острів» (фільм); прим.: фільм входить до переліку відеопродукції, забороненої до показу в Україні, як стрічка, «що містить популяризацію органів держави-агресора.»[10]
2. 2009 — «Залюднений Острів: Сутичка» (фільм); прим.: фільм входить до переліку відеопродукції, забороненої до показу в Україні, як стрічка, «що містить популяризацію органів держави-агресора.»[10]
3. 2011 — «Рейдер[ru]» (фільм)
4. 2011 — «Біла гвардія» (серіал) прим.: серіал входить до переліку відеопродукції, забороненої до показу в Україні, як стрічка, «що демонструє зневагу до української мови, народу і державності й такій що спотворює та переписує окремі факти [історії] на користь Росії.»[11]
5. 2013 — «Темний світ: Рівновага» (фільм та телесеріал); прим.: серіал входить до переліку відеопродукції, забороненої до показу в Україні, як стрічка, «що містить популяризацію органів держави-агресора.»[12]
6. 2014 — «Сьома руїна» (серіал)
7. 2015 — «Він — дракон» (фільм)

## Переклади іншими мовами

### Переклади українською
У 2017 році Фоліо розпочало серію україномовних перекладів всіх творів Дяченків під назвою Світи Марини та Сергія Дяченків. Станом на 2020 рік вийшло 22 окремих томи (плюс дві збірки попередніх томів: Томи 3-5 разом під заголовком Маг дороги (Ключ від Королівства, Королівська обіцянка, Зло не має влади однією книгою) та Томи 7-8 разом (Самум та Віта Ностра). Україномовні переклади для серії зробили Олекса Негребецький (8 книг), Віктор Бойко (3 книги), Яков Житін (3 книги), невідомий перекладач (3 книги), Ірина Алексеєва (2 книги), та Ігор Андрущенко (1 книга).
Твори українською у 26-ти томах
- Марина та Сергій Дяченко. Твори у 26 томах. Переклад з російської: Олекса Негребецький та ін. Харків: Фоліо. 2017—2020. (серія «Світи Марини та Сергія Дяченків»)

- Том 1: Страта. Переклад з російської: Віктор Бойко; малюнки: Юрій Нікітін; оформлення: Н. Галавур. Харків: Фоліо. 2017. 349 стор. ISBN 978-966-03-7736-3
- Том 2: Темний Світ. Рівновага. Переклад з російської: Олекса Негребецький. Харків: Фоліо. 2017. 288 стор. ISBN 978-966-03-7928-2
- Томи 3-5 разом: Маг дороги. Переклад з російської: Переклад з російської: перекладач не вказаний. Харків: Фоліо. 2019. 896 стор. ISBN 978-966-03-8634-1
  - Том 3: Ключ від Королівства (Ключ від королівства № 1). Переклад з російської: перекладач не вказаний. Харків: Фоліо. 2017. 288 стор. ISBN 978-966-03-7829-2
  - Том 4: Королівська обіцянка (Ключ від королівства № 2). Переклад з російської: перекладач не вказаний. Харків: Фоліо. 2017. 288 стор. ISBN 978-966-03-7839-1
  - Том 5: Зло не має влади (Ключ від королівства № 3). Переклад з російської: перекладач не вказаний. Харків: Фоліо. 2017. 320 стор. ISBN 978-966-03-7853-7

- Том 6: Варан (Блукаюча іскра № 1). Переклад з російської: Яков Житін. Харків: Фоліо. 2017. 356 стор. ISBN 978-966-03-8032-5
- Томи 7-8 разом: Самум. Віта Ностра. Переклад з російської: Олекса Негребецький. Харків: Фоліо. 2019. 704 стор. ISBN 978-966-03-8928-1
  - Том 7: Самум. Переклад з російської: Олекса Негребецький. Харків: Фоліо. 2017. 320 стор. ISBN 978-966-03-8024-0
  - Том 8: Віта Ностра (Метаморфози № 1). Переклад з російської: Олекса Негребецький. Харків: Фоліо. 2017. 400 стор. ISBN 978-966-03-8016-5

- Том 9: Магам можна все. Переклад з російської: Яков Житін. Харків: Фоліо. 2017. 368 стор. ISBN 978-966-03-8025-7
- Том 10: Олена й Аспірин. Переклад з російської: Ігор Андрущенко. Харків: Фоліо. 2017. 304 стор. ISBN 978-966-03-8144-5
- Том 11: Пандем. Переклад з російської: Олекса Негребецький. Харків: Фоліо. 2018. 300 стор. ISBN 978-966-03-8238-1
- Том 12: Цифровий (Метаморфози № 2). Переклад з російської: Олекса Негребецький. Харків: Фоліо. 2018. 304 стор. ISBN 978-966-03-8100-1
- Том 13: Мігрант (Метаморфози № 3). Переклад з російської: Яков Житін. Харків: Фоліо. 2018. 288 стор. ISBN 978-966-03-8120-9
- Том 14: Стократ. Переклад з російської: Олекса Негребецький. Харків: Фоліо. 2018. 256 стор. ISBN 978-966-03-8089-9
- Том 15: Промінь. Переклад з російської: Олекса Негребецький. Харків: Фоліо. 2019. 272 стор. ISBN 978-966-03-8582-5
- Том 16: Мідний король (Блукаюча іскра № 2). Переклад з російської: Олекса Негребецький. Харків: Фоліо. 2019. 272 стор. ISBN 978-966-03-8582-5
- Том 17: Сліпий василіск: збірка. Переклад з російської: Ірина Алексеєва. Харків: Фоліо. 2020. 304 стор. ISBN 978-966-03-8698-3
- Том 18: Господар колодязів: збірка. Переклад з російської: Віктор Бойко. Харків: Фоліо. 2020. 336 стор. ISBN 978-966-03-8856-7
- Том 19: Вовча сить: збірка. Переклад з російської: Віктор Бойко. Харків: Фоліо. 2020. 320 стор. ISBN 978-966-03-8761-4
- Том 20: Візит до Імператора: збірка. Переклад з російської: Ірина Алексеєва. Харків: Фоліо. 2020. 320 стор. ISBN 978-966-03-8855-0
- Том 21: Лихоманка: збірка. Переклад з російської: Сніжана Грициняк, Анастасія Коник. Харків: Фоліо. 2020. 288 стор. ISBN 978-966-03-9088-1
- Том 22: Сонячне коло: збірка. Переклад з російської: Ірина Алексеєва, Віктор Бойко. Харків: Фоліо. 2020. 272 стор. ISBN 978-966-03-9160-4

Дорослі твори
- Марина та Сергій Дяченко. Збірка оповідань «Оскол» (Оскол, Згарище, Зовні). Переклад з російської: Андрій Гурмака. Львів: Кальварія, 2000. 96 стор. ISBN 966-7092-54-2
- Марина та Сергій Дяченко. Збірка повістей «Крило» (Крило, Підземний вітер, Господар колодязів, Вітрильний птах.) Переклад з російської: І. Андрусяк та О. Буценко; художник: Т. Ніколаєнко. Київ: Грані-Т, 2008. — 232 стор. (Українська майстерня фантастики) ISBN 9789664651780, ISBN 978-966-4651-79-7
- Марина та Сергій Дяченки. Збірка повістей та оповідань «Підземний вітер» (Демографія, ЗУ, Підземний вітер, Кон, Суддя, Місячний пейзаж). Переклад з російської: ? Київ: Зелений пес, 2004. — 288 с. ISBN 966-7831-68-Х
- Марина та Сергій Дяченко. Збірка «Самум» (Одержима (роман у чотирьох історіях), Електрик (повість), Самум (оповідання), Хрущ (оповідання)). Переклад з російської: Олекса Негребецький. Харків: Фоліо, 2011. 316 стор. ISBN 978-966-03-5776-1 (перевидання 2012)

Дитячі твори
- Марина та Сергій Дяченки. Збірка повістей та оповідань «Сліпий Василіск» (Вовча сить, Останній Дон Кіхот, Емма та сфінкс, Баскетбол, Сліпий Василіск). Переклад з російської: ? Київ: Зелений пес. 2004. 288 стор. ISBN 966-7831-69-8
- Марина та Сергій Дяченки. Габріель і сталевий Лісоруб:. Переклад з російської: Наталя Брискіна; худож. Володимир Штанко. Вінниця: Теза; Київ: Соняшник, 2005. — 94 стор. ISBN 966-8317-49-1 (Пригодницька бібліотека).[прим. 5]
  - (передрук) Марина та Сергій Дяченки. Габріель і сталевий Лісоруб:. Переклад з російської: Наталя Брискіна; худож. Володимир Штанко. Вінниця: Теза; 2013. 96 стор. ISBN 978-966-421-145-8 (Пригодницька бібліотека).[прим. 5]
- Марина та Сергій Дяченко. Пригоди Марійки Михайлової. Переклад з російської: Наталя Брискіна; малюнки Валентини Богданюк. Вінниця: Теза. 2005. 160 стор. ISBN 966-8317-48-3 (Міні-диво).
  - (передрук) Марина та Сергій Дяченко. Пригоди Марійки Михайлової. Переклад з російської: Наталя Брискіна; художник: Михайло Алєксандров. Вінниця: Теза. 2016. 160 стор. ISBN 978-966-421-226-4
- Марина та Сергій Дяченко.  Дивовижні пригоди звичайних речей. Переклад з російської: Олекса Негребецький; малюнки: Дана Кавєліна. Харків: Фоліо. 2018. 32 стор. ISBN 978-966-03-8019-6
- Марина та Сергій Дяченко. Приголомшливі пригоди просто поруч. Переклад з російської: Олекса Негребецький; малюнки: Світлана Омельченко. Харків: Фоліо. 2019. 32 стор. ISBN 978-966-03-8412-5
- Марина та Сергій Дяченко.  Мишачі та мушачі, а також курячі пригоди . Переклад з російської: Олекса Негребецький; малюнки: Анжела Босенко. Харків: Фоліо. 2020. 32 стор. ISBN 978-966-03-8410-1

### Переклади англійською
- Marina Dyachenko, Sergey Dyachenko, Andrew Bromfield (Translator) Age of Witches (e-book) — Published July 30th 2014 by Amazon Digital Services[21].
- Sergey Dyachenko, Marina Dyachenko, Elinor Huntington (Translator) The Scar (e-book) — Published February 28th 2012 by Tor Books[22].
- Sergey Dyachenko, Marina Dyachenko, Julia Meitov Hersey (Translator) Vita Nostra (e-book) — Publisher: Sergey and Marina Dyachenko; 1 edition (13 Nov. 2012)[23].
- Sergey Dyachenko, Marina Dyachenko The Burned Tower — Publisher: Tor Books (January 24, 2012)[24]

### Переклади німецькою
- Sergej und Marina Dyachenko Das Jahrhundert der Hexen — Publisher: Piper Verlag (2008).[25]

### Переклади польською
- Marina Diaczenko, Siergiej Diaczenko (Tłumaczenie: Eugeniusz Dębski). Czas wiedźm. — Solaris, 2003. — 364 с. — ISBN 83-88431-68-4.
- Marina Diaczenko, Siergiej Diaczenko (Tłumaczenie: Aleksander Pędziński). Dolina Sumienia. — Solaris, 2003. — 339 с. — ISBN 83-88431-80-3.
- Marina Diaczenko, Siergiej Diaczenko. Armaged Dom. — Solaris, 2004. — 424 с. — ISBN 8388431528.
- Marina Diaczenko, Siergiej Diaczenko (Tłumaczenie: Andrzej Sawicki). Granica: Czas łamania zakazów. — Solaris, 2004. — 392 с. — ISBN 83-88431-90-0.
- Diaczenko, Oldi i Walentinow (Tłumaczenie: Andrzej Sawicki). Granica. Zimą jest popyt na sieroty. — Solaris, 2004. — 324 с. — ISBN 83-88431-89-7.
- Marina Diaczenko, Siergiej Diaczenko. Magom wszystko wolno. — Solaris, 2005. — 336 с. — ISBN 838995110X.
- Marina Diaczenko, Siergiej Diaczenko (Tłumaczenie: Piotr Ogorzałek). Kaźń. — Solaris, 2006. — 434 с. — ISBN 8388431536.
- Marina Diaczenko, Siergiej Diaczenko (Tłumaczenie: Andrzej Sawicki). Waran. — Solaris, 2006. — 402 с. — ISBN 9788389951137.
- Marina Diaczenko, Siergiej Diaczenko (Tłumaczenie: Andrzej Sawicki). Dzika energia. — Solaris, 2007. — 333 с. — ISBN 83-89951-66-5.
- Marina Diaczenko, Siergiej Diaczenko (Tłumaczenie: Iwona Czapla). Rytuał. — Solaris, 2008. — 432 с. — ISBN 8389951932.
- Marina Diaczenko, Siergiej Diaczenko (Tłumaczenie: Piotr Ogorzałek). Vita nostra. — Solaris, 2008. — 496 с. — ISBN 9788389951830.
- Marina Diaczenko, Siergiej Diaczenko (Tłumaczenie: Iwona Czapla). Miedziany Król. — Solaris, 2009. — 582 с. — ISBN 9788375900125.
- Marina Diaczenko, Siergiej Diaczenko (Tłumaczenie: Witold Jabłoński). Odźwierny. — Solaris, 2009. — 276 с. — ISBN 9788389951670.
- Marina Diaczenko, Siergiej Diaczenko (Tłumaczenie: Witold Jabłoński). Szrama. — Solaris, 2009. — 360 с. — ISBN 9788389951687.
- Marina Diaczenko, Siergiej Diaczenko (Tłumaczenie: Witold Jabłoński). Awanturnik. — Solaris, 2010. — 396 с. — ISBN 837590032X.
- Marina Diaczenko, Siergiej Diaczenko (Tłumaczenie: Witold Jabłoński). Następca. — Solaris, 2010. — 388 с. — ISBN 9788389951922.
- Marina Diaczenko, Siergiej Diaczenko. Ziemia Vesnarów. — Solaris, 2014. — 450 с.

## Нагороди
Марина та Сергій Дяченки є лауреатами численних престижних нагород в області наукової фантастики. Практично кожен роман та деякі оповідання отримували різні нагороди.
В 2005 році на Євроконі-2005 Марія та Сергій Дяченки були визнані Європейським товариством наукової фантастики найкращими письменниками Європи.